# Franklin Marén
Franklin Marén Castillo (9 marzo 1987) è un lottatore cubano, specializzato nella lotta libera.

## Biografia
È allenato da Julio Mendieta dal 2009.
Ha rappresentato cuba ai Giochi panamericani di Toronto 2014, dove ha vinto la medaglia d'argento nel torneo dei -65 chilogrammi, perdendo in finale contro lo statunitense Brent Metcalf.
Ai mondiali di Budapest 2018 si è aggiudicato il bronzo nei -70 chilogrammi.

## Palmarès
- Mondiali

Budapest 2018: bronzo nei -70 kg.
- Giochi panamericani

Toronto 2014: argento nei -65 kg.
- Campionati panamericani

Panama 2013: oro nei -66 kg.
Lauro de Freitas 2017: oro nei -65 kg.
- Giochi centramericani e caraibici

Barranquilla 2018: oro nei -74 kg.
- Campionati centramericani e caraibici

L'Avana 2018: oro nei -74 kg.